# Édouard Brunard (1869-1939)
Pour les articles homonymes, voir Brunard.
 Édouard Charles Eugène Brunard, né à Saint-Gilles (Bruxelles), le 21 novembre 1869 et décédé à Baisy-Thy le 17 mai 1939 fut un homme politique belge francophone libéral.
Il fut notaire.
Il fut échevin, puis bourgmestre de Baisy-Thy et membre du parlement,,.